# Marco Baldi (Basketballspieler, 1962)
Marco Thomas Baldi (* 6. Mai 1962 in Schwenningen am Neckar) ist Geschäftsführer des Basketball-Bundesligisten Alba Berlin, Vizepräsident der AG BBL e. V. und früherer deutscher Junioren-Nationalspieler, der selbst für Ludwigsburg und Berlin in der BBL aktiv war.

## Werdegang
Als Spieler war Baldi, der im württembergischen Korb aufwuchs, in Ludwigsburg, die 1980/81 und ab 1984 in der ersten Liga spielten, sowie in Charlottenburg aktiv. Zum Wechsel nach Berlin entschied er sich nicht vorrangig aus sportlichen Gründen, sondern auch aufgrund seines Wunsches, in der Stadt zu leben. Ebenfalls vorliegende Angebote aus Bamberg und Heidelberg lehnte er deshalb ab. Nach dem erneuten Aufstieg der Ludwigsburger 1984 beendete er sein zweijähriges Gastspiel in Berlin vorerst und kehrte nach Ludwigsburg zurück. Der studierte Betriebswirt arbeitete nach Beendigung seiner sportlichen Karriere zunächst bei einem Automatisierungshersteller in der Nähe von Stuttgart, bevor er am 1. Mai 1990 als Manager der BG Charlottenburg nach Berlin zurückkehrte und aus den Resten des später in Konkurs gehenden DTV Charlottenburg den neuen Verein Alba Berlin aufbaute. Baldi fing mit fast nichts und allein mit ehrenamtlichen Mitstreitern an. Eigener Aussage nach arbeitete er für den Verein zeitweise ohne Gehalt. Durch den Einstieg des Entsorgungsunternehmens ALBA als Namenssponsor gelang es Baldi, genügend finanzielle Mittel aufzutreiben, um unter den Trainern Faruk Kulenović und Svetislav Pešić, der als Bundestrainer nach dem EM-Gewinn 1993 nach Berlin wechselte, insbesondere aus dem zusammenbrechenden Jugoslawien Spieler wie Zoran Radović, Emir Mutapčić, Mario Primorac, Teoman Alibegović und Saša Obradović nach Berlin zu holen. Um die Leverkusener Dominanz, die von 1990 bis 1996 siebenmal hintereinander Deutscher Meister wurden, im deutschen Vereinsbasketball endgültig zu brechen, erwies sich auch als mitentscheidend das Konzept, mit dem TuS Lichterfelde als Farmteam zu kooperieren. Alba Berlin lotste die besten deutschen Jugendspieler wie beispielsweise Ingo Freyer, Stefano Garris und andere nach Berlin, um bei Lichterfelde unter Spielertrainer Mutapčić in der zweiten Liga zu spielen und beim Erstligisten Alba mitzutrainieren. Damit war Alba den anderen deutschen Vereinen um ein paar Jahre voraus und konnte mit wachsendem sportlichen Erfolg neue Zuschauer und Sponsoren gewinnen. Nach dem ersten europäischen Titelgewinn einer deutschen Vereinsmannschaft 1995 im Korać-Cup löste Alba Leverkusen als neuer Serienmeister von 1997 an ab und gewann genauso wie die Leverkusener zuvor siebenmal in Folge den Meistertitel in Kombination mit dem Pokalsieg viermal als Double.
Baldi trieb die Professionalisierung des Vereins voran und profitierte davon, dass mit der Max-Schmeling-Halle – eine der wenigen umgesetzten Projekte im Rahmen der gescheiterten Bewerbung Berlins um die Olympischen Spiele 2000 – ab Ende 1996 eine Halle bereitstand, die das wachsende Interesse an Alba aufnehmen konnte und dem Verein eine doppelt bis dreimal so große Kapazität bot wie die Konkurrenz in der BBL. Mut bewies Baldi, als er mit dem Verein ab 2008 in die nochmals größere O₂ World umzog. Die Halle ist für deutsche Basketball-Hallen von der Kapazität her beinahe einmalig und nur mit der von den mittlerweile insolventen Köln 99ers nur sporadisch genutzten Köln-Arena vergleichbar. Im restlichen Europa gibt es nur wenige Hallen vergleichbarer Größe, die für Basketballspiele genutzt werden. Die Tatsache, dass es Alba schaffte, in der EuroLeague-Saison 2008/09 die Halle sehr gut auszulasten und mit über 10.000 Zuschauern pro Spiel den höchsten Zuschauerschnitt aller Mannschaften zu erreichen, belohnte die Organisation der ULEB mit der Auszeichnung des besten Vereinsfunktionärs des Jahres 2009 für Baldi. Diese Auszeichnung wurde ihm in der Saison 2015/2016 als erstem europäischen Funktionär zum zweiten Mal zugesprochen. 2015 gehörte Baldi zu den Mitgliedern eines gemeinsamen Ausschusses des Deutschen Basketball-Bundes, der Basketball-Bundesliga, der 2. Basketball-Bundesliga sowie der Landesverbände, welches die Ligen und Verbände in Spitzensportfragen beriet. Im November 2018 gehörte er wie auch Henning Harnisch während einer Chinareise zur Delegation von Bundesaußenminister Heiko Maas.